# Vitolo
Víctor Machín Pérez (* 2. listopadu 1989 Las Palmas), známý i jako Vitolo, je španělský profesionální fotbalista, který hraje na pozici křídelníka za španělský klub UD Las Palmas, kde je na hostování z Atlética Madrid. Mezi lety 2015 a 2017 odehrál také 12 utkání v dresu španělské reprezentace, ve kterých vstřelil 4 branky.

## Klubová kariéra

### Las Palmas
S fotbalem na profesionální úrovni začínal v klubu UD Las Palmas z Kanárských ostrovů.

### Sevilla
V červnu 2013 přestoupil do kontinentálního Španělska do týmu Sevilla FC, kde podepsal čtyřletý kontrakt.
Se Sevillou se probojoval do finále Evropské ligy 2013/14, v němž jeho tým porazil portugalskou Benfiku Lisabon až v penaltovém rozstřelu (4:2, po prodloužení byl stav 0:0).

Se Sevillou se následně představil v soutěži Superpohár UEFA 2014, v němž jeho tým podlehl Realu Madrid 0:2.
12. března 2015 překonal časem 13,21 sekund rekord nejrychlejšího gólu Evropské ligy, který držel Argentinec Ismael Blanco (15,19 s). Bylo to v utkání Evropské ligy 2014/15 Villarreal CF–Sevilla FC 1:3. Jeho rekordní zápis byl překonán 15. září 2016 v utkání základní skupiny J Evropské ligy 2016/17 Janem Sýkorou z FC Slovan Liberec proti ázerbájdžánskému týmu Qarabağ FK (čas 10,69 s, remíza 2:2).

## Reprezentační kariéra
V A-mužstvu Španělska přezdívaném La Furia Roja debutoval 31. 3. 2015 v Amsterdamu v přátelském zápase proti týmu Nizozemska (prohra 0:2).